# Il dominatore dei 7 mari
Il dominatore dei 7 mari (Engels: Seven Seas to Calais) is een Italiaanse avonturenfilm uit 1962 onder regie van Rudolph Maté.

## Verhaal
Francis Drake gaat in opdracht van de Engelse koningin Elizabeth op expeditie naar de Nieuwe Wereld. Daar steelt hij het goud van de Spanjaarden. Na zijn ontsnapping aan de Spaanse Armada keert Drake terug naar Engeland. Hij moet er koningin Elizabeth beschermen tegen een complot van verraders, die haar van de troon willen stoten.

## Rolverdeling
| Acteur            | Personage              |
| ----------------- | ---------------------- |
| Rod Taylor        | Francis Drake          |
| Keith Michell     | Malcolm Marsh          |
| Edy Vessel        | Arabella Ducleau       |
| Terence Hill      | Babington              |
| Basil Dignam      | Francis Walsingham     |
| Anthony Dawson    | Lord Burleigh          |
| Gianni Cajafa     | Tom Moon               |
| Irene Worth       | Elizabeth van Engeland |
| Arturo Dominici   | Bernardino de Mendoza  |
| Marco Guglielmi   | Fletcher               |
| Esmeralda Ruspoli | Maria van Schotland    |
| Rossella D'Aquino | Potato                 |
| Umberto Raho      | Filips van Spanje      |
| Aldo Bufi Landi   | Vigeois                |